# Störung der Impulskontrolle
Störung der Impulskontrolle oder Impulskontrollstörung als Fachbegriff aus der Psychiatrie und klinischen Psychologie bezeichnet Verhaltensstörungen, bei denen charakteristisch „wiederholte Handlungen ohne vernünftige Motivation“ auftreten, „die nicht kontrolliert werden können und die meist die Interessen des betroffenen Patienten oder anderer Menschen schädigen“. Impulsivität ist in dieser diagnostischen Gruppierung ein zentrales Kriterium.
Als Impulskontrollstörung wird ein Verhaltensablauf bezeichnet, bei dem durch einen als unangenehm erlebten Anspannungszustand ein bestimmtes impulsiv ausgeübtes Verhalten ausgelöst wird. Das impulsive Verhalten wird dranghaft, oft automatisch ausgeführt. Es wird zwar bewusst erlebt, kann aber willentlich nicht oder nur schwer verhindert werden. Impulskontrollstörungen können somit als Volitionsstörung aufgefasst werden, oder – in neuropsychologischer Perspektive – als Störung der exekutiven Funktionen.
Die impulsiv ausgeübten Verhaltensweisen (Affekthandlungen) können eine sehr große Bandbreite umfassen: Essen, Kaufen, Spielen, Nägelkauen, Raserei im Straßenverkehr, exzessive Masturbation, Selbstverletzungen (teilweise auch bei der Borderline-Persönlichkeitsstörung).
Voraussetzung für eine Bewertung impulsiven Verhaltens als psychische Störung ist, dass es als „unangepasst“ gelten kann, also entweder nicht den vernunftorientierten Zielen der betreffenden Person entspricht oder dem Betroffenen selbst oder anderen Personen Schaden zufügt (z. B. Schulden, Unfälle, Verletzungen).

## Klassifikation
Die Klassifikation psychischer Störungen der Weltgesundheitsorganisation (fünftes Kapitel der ICD-10) klassifiziert folgende konkreten Störungsbilder gesondert im Abschnitt Abnorme Gewohnheiten und Störungen der Impulskontrolle:
- pathologisches Spielen (F63.0)
- pathologische Brandstiftung (F63.1)
- pathologisches Stehlen (F63.2)
- Trichotillomanie (F63.3)

Als sonstige abnorme Gewohnheiten und Störungen der Impulskontrolle (F63.8) können beispielsweise Dermatophagie, Dermatillomanie (Skin Picking), pathologisches Kaufen, pathologisches Online-Sein und pathologisches Arbeiten klassifiziert werden. Auch die im DSM-IV gesondert gelistete intermittierende explosible Störung, die durch zeitweilig auftretende aggressive Ausbrüche gekennzeichnet ist, kann mit F63.8 ggf. als Störung mit intermittierend auftretender Reizbarkeit klassifiziert werden.
Nicht näher bezeichnete abnorme Gewohnheiten und Störungen der Impulskontrolle werden unter F63.9 kodiert.
Dermatophagie, Dermatillomanie (Skin Picking), ist seit 1. Januar 2022 unter dem ICD11 als Zwangsstörung (OCD) klassifiziert unter 6B25.1 sowie auch 6B25.Y, 6B20.Z und einigen weiteren Codierungen.

## Therapie
Behandlungsansätze arbeiten u. a. mit kognitiver Verhaltenstherapie. Ziel ist es in diesem Fall, nicht nur den Impuls durch entsprechende bewusste Aufmerksamkeitslenkung (Anzeichen, Auslöser) zu verhindern, sondern alternatives funktionaleres Verhalten (also etwas, das besser hilft und der Person längerfristiger nutzt) zu erlernen und so weitere Impulsdurchbrüche zu verhindern.
Das Habit Reversal Training (HRT) ist eine wirksame Intervention bei Impulskontrollstörungen mit sich wiederholenden Verhaltensweisen (z. B. Skin-Picking, Nägelkauen, Trichotillomanie). Eine Meta-Analyse zeigte im Vergleich zu Kontrollbedingungen eine große Effektstärke der Behandlung. Einzelstudien deuten auch auf eine Wirksamkeit der Entkopplung hin, einer Selbsthilfevariante des Habit Reversal Trainings.
Psychoanalytische Behandlungsansätze sehen Störungen der Impulskontrolle als ein Symptom, das im Zusammenhang mit den verschiedensten psychischen Störungen auftreten kann. Diese Therapien zielen darauf ab, die innere Psychodynamik so zu verändern, dass psychische Funktionen bzw. Kompetenzen wie die Impulskontrolle und die Fähigkeit zur zielorientierten und realitätsgerechten Selbststeuerung dem Betroffenen wieder zur Verfügung stehen oder sich neu entwickeln.